# Desmopachria dispersa
Desmopachria dispersa är en skalbaggsart som först beskrevs av George Robert Crotch 1873.  Desmopachria dispersa ingår i släktet Desmopachria och familjen dykare. Inga underarter finns listade i Catalogue of Life.